# جورج راي
جورج راي (بالإنجليزية: George Ray) (13 أكتوبر 1993 في المملكة المتحدة - ) هو لاعب كرة قدم بريطاني في مركز الدفاع. شارك مع منتخب ويلز تحت 21 سنة لكرة القدم. أما مع النوادي، فقد لعب مع نادي كرو ألكساندرا وليك تاون ‏.

## وصلات خارجية
- جورج راي على موقع قاعدة بيانات كرة القدم.إي يو (الإنجليزية)
- جورج راي على موقع Soccerbase.com (لاعب) (الإنجليزية)
- جورج راي على موقع Soccerway.com (الإنجليزية)